# Hybolasius postfasciatus
Hybolasius postfasciatus là một loài bọ cánh cứng trong họ Cerambycidae.